# Pedagog
Pedagog kallas den som i sitt yrke använder sig av pedagogik i syfte att underlätta och befrämja inlärningen hos den undervisade.
Pedagog var i antikens Aten namnet på den slav som ledde herrefamiljens barn, sönerna, till och från skolan. De hjälpte också till med uppfostran och viss undervisning i hemmet.

## Etymologi
Översatt till svenska blir det omvänd ordföljd leda barnet. Peda från grekiska "paidia" (παιδιά) i betydelsen barn, istället för den latinska motsvarighetens betydelse fot. Gog  kommer från grekiska ágō och betyder leda.